# Enchelanai
Enchelanai (altgriechisch Ἐγχελᾶναι) war eine antike Stadt im Siedlungsgebiet der Encheleer im südlichen Illyrien. Die Forschung konnte sie bisher nicht genau lokalisieren.
Der griechische Geschichtsschreiber Polybios (200–120 v. Chr.) erwähnt in seinen Historien die Stadt Enchelanai im Zusammenhang mit einem Feldzug  König Philipps V. von Makedonien im Jahr 217 v. Chr. Demnach eroberte dieser die Städte Enchelanai, Sation, Boioi und Kerax, allesamt am Ohridsee, vom illyrischen König Skerdilaidas.